# モスクワの思い出
『モスクワの思い出』（仏：Souvenir de Moscou）作品6は、ポーランドのヴァイオリニスト、ヘンリク・ヴィエニャフスキが作曲したヴァイオリン独奏曲である。ピアノ伴奏版と作曲者自身による管弦楽伴奏版がある。演奏時間は約7分。

## 概要
ヴィエニャフスキは、1851年から1853年にかけてロシア各地を演奏旅行して回ったが、その時の印象を元に本作を作曲した。出版は1853年。当時大流行していたアレクサンドル・ワルラモフの有名な歌曲「赤いサラファン」（現在もいわゆるロシア民謡の一つとして歌い継がれている）のメロディを用いた幻想曲である。

## 管弦楽伴奏版の編成
独奏ヴァイオリン、フルート2、オーボエ2、クラリネット2、ファゴット2、ホルン3、トランペット2、トロンボーン3、ティンパニ、弦五部

## 構成
ピアノが原曲のメロディを弾き始めるが、すぐにヴァイオリンのカデンツァとなる。このかなり長いカデンツァの終了後、ヴァイオリンが原曲のメロディを修飾無しで一通り歌いきる。その後、ピアノがメロディをとり、ヴァイオリンはフラジオレットを多用した技巧的な変奏を繰り広げる。曲の後半に入ると、これもワルラモフの作品である「馬に鞍をつけて」（露：Оседлаю коня）のメロディによる展開が始まる。最後は熱狂的に終わる。